# Ormiscodes angulifera
Ormiscodes angulifera är en fjärilsart som beskrevs av Walker 1855. Ormiscodes angulifera ingår i släktet Ormiscodes och familjen påfågelsspinnare. Inga underarter finns listade i Catalogue of Life.